# Frans Gustaf Klint
Frans Gustaf Klint, 12 juni 1835 i Järsnäs socken, Jönköpings län, död 25 november 1902 i Stockholm, var en svensk industriman.

## Biografi
Klint, som var lantbrukarson, visade redan som gosse anlag för teckning och studerade måleri vid Konstakademien. Han studerade därefter till bryggare i München och ägnade sig under några år åt bryggerihantering i Örebro och Stockholm. Under åren 1863–1883 förestod han en tapetfabrik i Stockholm samt grundade 1873 färg- och fernissafabriken Klint, Bernhardt & C:o, vilken han vid sin död ensam innehade. 
Klint var mycket anlitad för kommunala uppdrag. Han var ledamot av Stockholms stadsfullmäktige allt sedan 1888, medlem av kyrkorådet samt kyrkovärd i Adolf Fredriks församling. Han var riddare av Vasaorden. Klint är begravd på Järsnäs kyrkogård.